# Gare de Sillery
Pour les articles homonymes, voir Sillery.
La gare de Sillery est une gare ferroviaire française de la ligne de Châlons-en-Champagne à Reims-Cérès, située sur le territoire de la commune de Sillery dans le département de la Marne en région Grand Est. 
C'est une halte ferroviaire de la Société nationale des chemins de fer français (SNCF) du réseau TER Grand Est, desservie par des trains circulant entre les gares de Reims et Châlons-en-Champagne.

## Situation ferroviaire
Établie à 89 m d'altitude, la gare de Sillery est située au point kilométrique (PK) 212,153 de la ligne de Châlons-en-Champagne à Reims-Cérès, entre les gares de Reims et de Prunay.

## Histoire
L'ouverture de la station de Sillery est approuvée par l'arrêté du 8 novembre 1863.

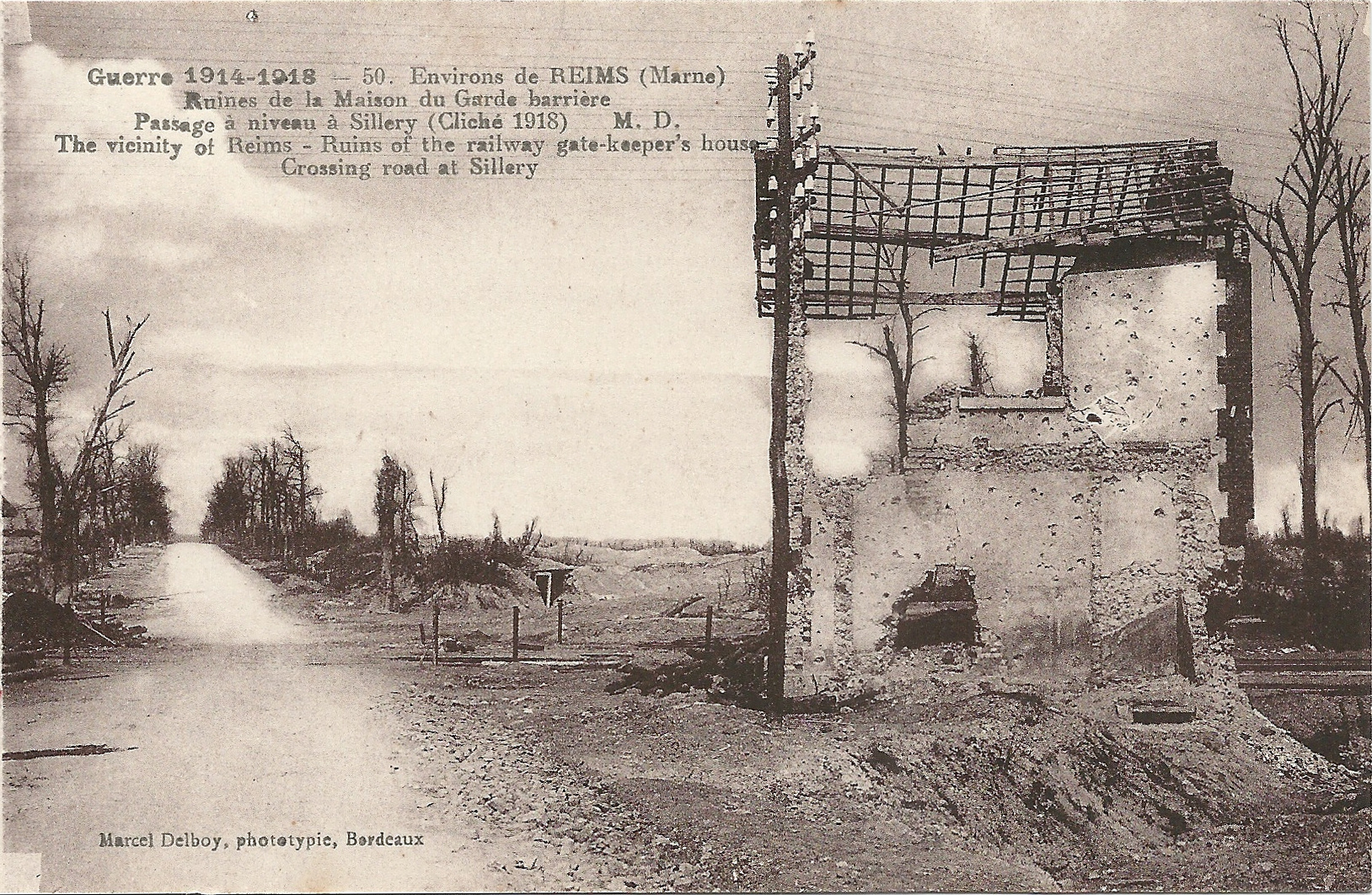
La ligne,
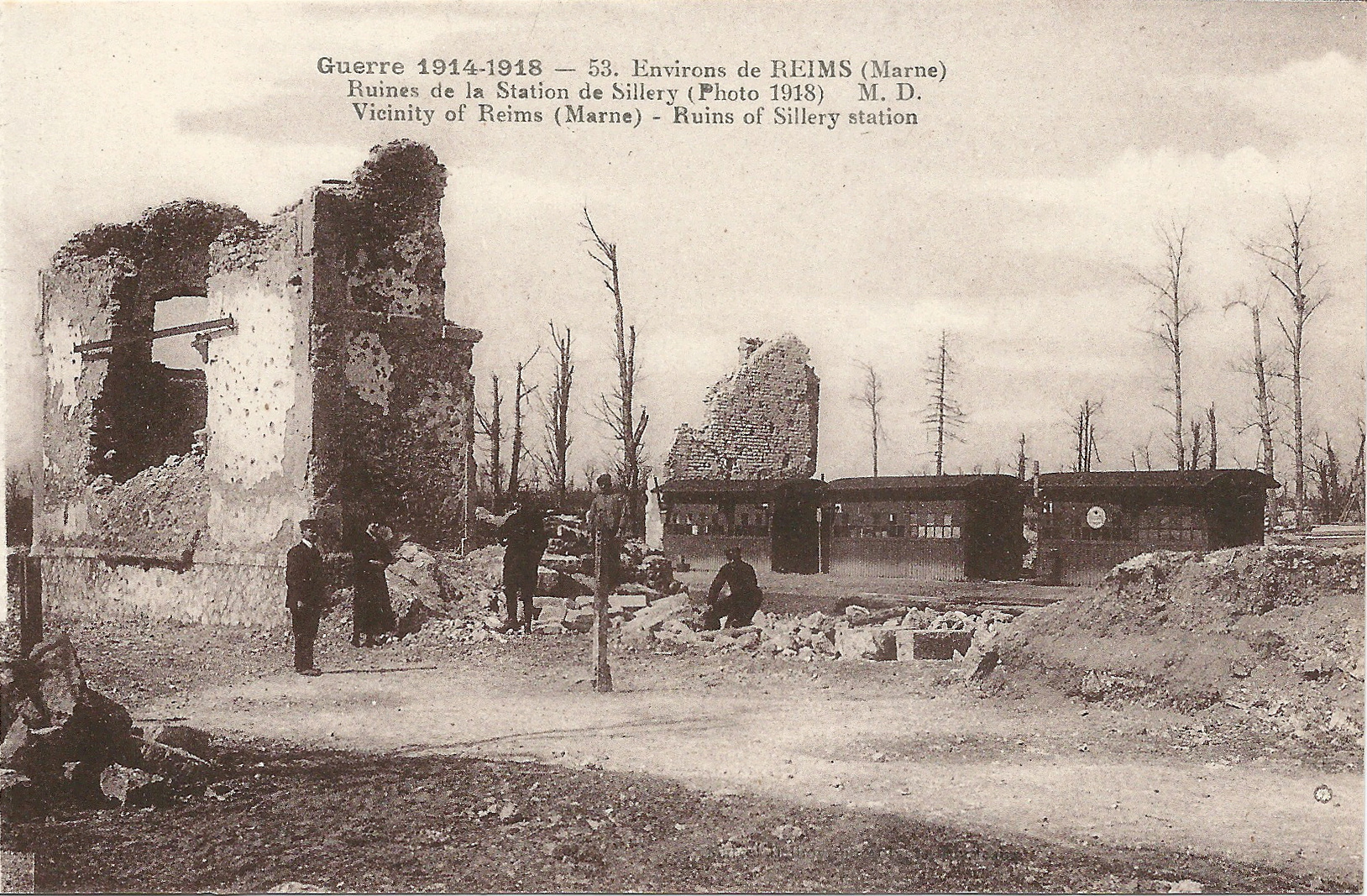
et la gare,
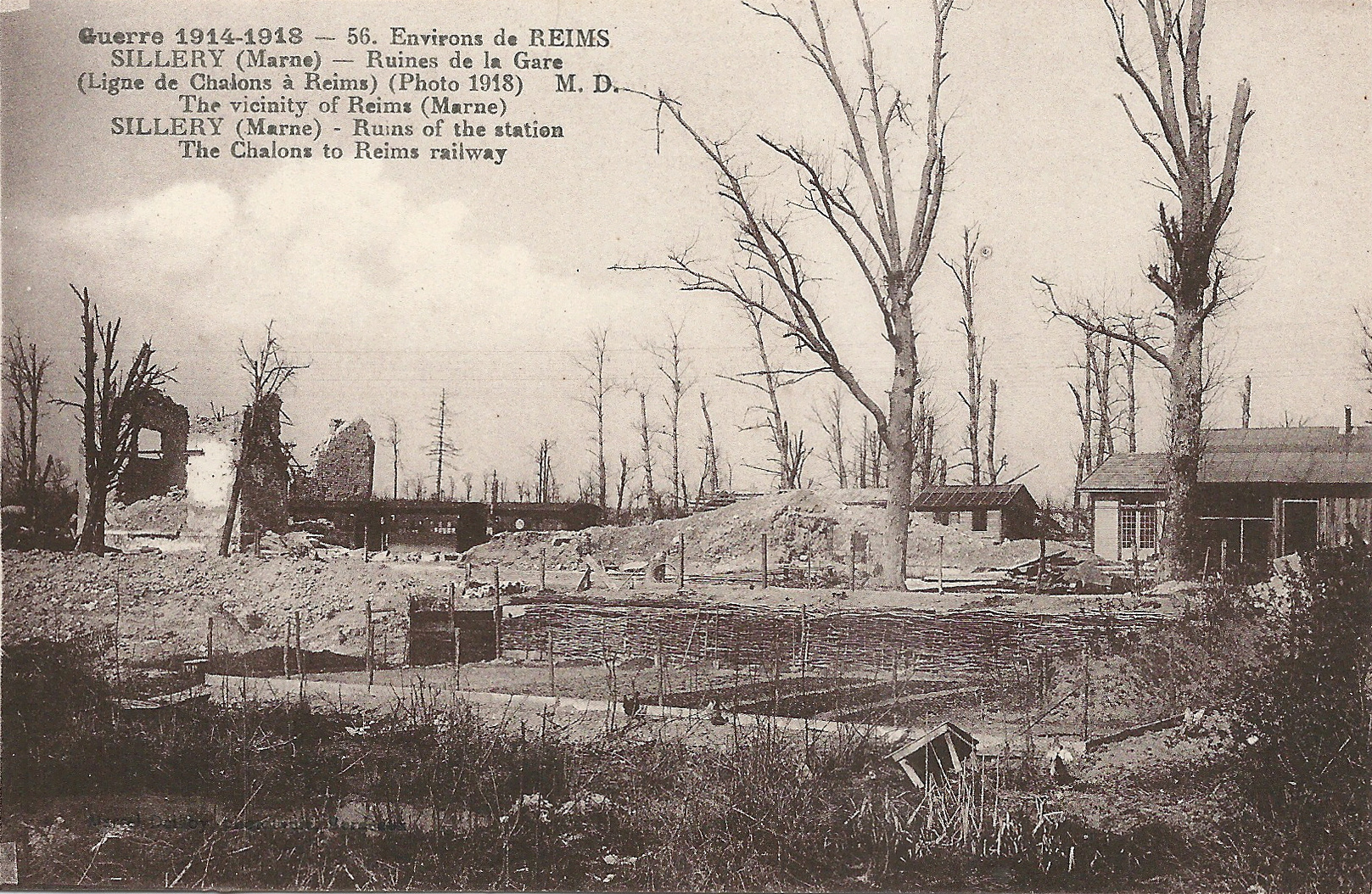
au sortir de la Grande guerre.

## Fréquentation
Selon les estimations de la SNCF, la fréquentation annuelle de la gare figure dans le tableau ci-dessous
.
|                     | 2019 | 2018 | 2017 | 2016 | 2015  |
| ------------------- | ---- | ---- | ---- | ---- | ----- |
| Nombre de voyageurs | 859  | 812  | 406  | 854  | 1 471 |

## Service des voyageurs

### Accueil
Arrêt Routier

### Desserte
Sillery était desservie par les trains du réseau TER Grand Est (ligne de Reims à Châlons-en-Champagne).